# 加夫里洛夫鎮
56°34′N 40°07′E / 56.567°N 40.117°E
加夫里洛夫鎮 （俄语：Гаври́лов Поса́д）是俄羅斯伊萬諾沃州的一個城市，位於伊萬諾沃西南85公里。2002年人口7,193人。
1434年建立，1789年建市並改現名。